# Интерактивное телевидение
Интерактивное телевидение (ИТВ) — это современная технология, которая позволяет сделать  телевидение интерактивным и предлагает зрителям активное участие в программном контенте. В отличие от традиционного просмотра, ИТВ сочетает в себе телевизионные и интернет-технологии, расширяя возможности взаимодействия зрителя с медиа.
Интерактивное телевидение способно формировать персонализированные рекламные предложения для пользователей, основываясь на их действиях и предпочтениях. Это может увеличить эффективность рекламы, и рекламодатели готовы платить больше за такую возможность. Слияние интернета и телевидения также открывает возможности для создания интернет-шоу, которые затем могут быть показаны на телевидении или в интерактивных игровых системах. Так же ИТВ позволяет зрителям не только потреблять контент пассивно, но и активно участвовать в его создании и развитии. Например, используется технология "видео по запросу" (Video on Demand), которая дает пользователям возможность выбирать и начинать просмотр контента в любое удобное для них время. Другие функции включают голосование, участие в викторинах, опросах и даже управление сюжетом телепередач или фильмов. Интерактивное телевидение подразумевает использование телевизоров для взаимодействия с контентом. Пользователи могут применять специальные приставки, которые объединяют традиционные телеканалы с интерактивными функциями или Smart TV. В некоторых случаях предусмотрены пульты дистанционного управления с дополнительными кнопками для интерактивных действий и просмотра программ.

## Где смотрят ИТВ?
Кабельное и спутниковое телевидение:
Провайдеры используют специальные приставки, чтобы предоставить интерактивные функции. Такие системы сочетают традиционный сигнал с интернет-ресурсами, позволяя зрителям пользоваться расширенными возможностями.
IPTV (Internet Protocol Television):
Эта технология предоставляет доступ к телевизионному контенту через интернет-соединение. Пользователи могут выбирать программы из обширных библиотек контента и использовать функции, такие как пауза, перемотка и запись.
IPTV использует ту же сеть, через которую в дом поступает интернет. Однако, в отличие от обычного телевидения, которое работает по принципу прямой трансляции, интерактивное телевидение основано на принципе запросов. Пользователь отправляет запрос, например, выбирает фильм или меняет канал, и различные серверы обрабатывают его, возвращая медиаконтент, который передается в виде пакетов данных.
Интернет и телевидение подключаются через один кабель, что обеспечивает стабильную работу IPTV и высокое качество изображения в HD, Ultra HD и 4K. Кроме того, благодаря полезным дополнительным функциям IPTV может превратить любой стандартный телевизор в Smart-телевизор.
HbbTV (Hybrid Broadcast Broadband Television):
Это гибридное широковещательное широкополосное телевидение, которое подразумевает объединение возможностей интернета и телевидения. Функция HbbTV предоставляет пользователям возможность взаимодействовать с контентом на экране телевизора. Например, это может быть участие в голосованиях или опросах. Во время просмотра футбольного матча, с помощью HbbTV, можно получить информацию об игроках, их статистику или посмотреть повторы ключевых моментов игры.
Эта технология позволяет отображать веб-сайты поверх эфирного контента, интегрируя их в телепередачу. Для работы с HbbTV телевизор может получать данные как через интернет, если он подключен к сети, так и через цифровой сигнал. Однако в последнем случае интерактивные функции недоступны, и зрители видят один и тот же контент. Чтобы воспользоваться всеми преимуществами этой технологии, необходим доступ к интернету.
Over-the-top (OTT) сервисы:
Представляют собой технологию доставки видео- и аудиоконтента непосредственно через интернет, обходя традиционные каналы, такие как кабельные и спутниковые сети. Проще говоря, это сервис, который не зависит от провайдеров интернета, спутниковой или кабельной передачи данных. Для доступа к услугам OTT не требуется специальное оборудование — контент можно получать на смартфоне, компьютере, smart-телевизоре или любом другом устройстве пользователя.Такие платформы, как Netflix, Иви, Wink, Витрина ТВ, Лайм HD и т.д. предлагают множество интерактивных элементов.
Например, пользователи могут выбирать отдельные эпизоды, и даже влиять на развитие сюжета через специальные интерактивные функции.

## Преимущества ИТВ
• Вовлеченность: Интерактивные видео способствуют активному участию зрителей, что повышает уровень вовлеченности и увеличивает время, проведенное с вашим контентом.
• Запоминаемость: Элементы интерактивности способствуют лучшему усвоению информации, что улучшает запоминание.
• Данные: Интерактивные форматы позволяют собирать информацию о поведении зрителей, что помогает оптимизировать процесс создания контента.
• Конверсия: Элементы интерактивности, такие как призывы к действию, могут направлять зрителей к необходимым результатам, тем самым увеличивая коэффициент конверсии.
Работу по размещению и разработке подобных интерактивных проектов выполняют как заграничные, так и российские агентства и компании. Среди зарубежных можно выделить Accenture Interactive, Publicis Media, WPP Group и другие, а в России — getads, Телетаргет, Digital Alliance, Solta и другие.

## Примеры ИТВ
Рекламная кампания M&M’s, проводимая getads
Цели:
Привлечение аудитории на сайты магазинов онлайн-доставки для покупки продукции бренда.
Реализация:
Во время показа юмористических сериалов появлялась плашка с предложением воспользоваться акцией и заказать M&M’s к просмотру сериала.
Результат:
CTR, заходов в интерактив от всех показов — 12,2 %
CR, заявок обратного звонка — 5,35 %
Показы — 6 млн.
Охват проекта — 1,3 млн.

Рекламная кампания Центра стоматологии «32 Практика», проводимая Сейлз-хаус «Газпром-Медиа»
Цели:
Повысить узнаваемость Центра стоматологии «32 Практика».
Реализация:
Во время просмотра ТНТ на экране транслировали информер с рекламой брекетов, которая релевантна молодой аудитории и родителям с детьми.
На НТВ продвигались услуги: «зуб под ключ» и «имплантация», — актуальные более взрослой аудитории.
Рекламный блок демонстрировался параллельно и не прерывал трансляцию телевизионного контента. Это позволило сохранить вовлеченность зрителей в момент коммуникации с брендом.
С помощью кнопки «Ок» на пульте телезрители могли реагировать на информер и открыть микросайт со специальным предложением клиники. Далее у пользователей появлялась возможность оставить свой номер телефона для заявки на обратный звонок или отсканировать QR-код для перехода на страницу с подробностями акции.
Интерактивную кампанию запустили с помощью технологии GetShop.TV на IPTV.
Результаты:
В рамках рекламной кампании удалось охватить 70 000 локальных домохозяйств, что суммарно составило около 170 000 человек. Количество показов рекламы на экранах достигло 922 000, а уникальный CTR информера составил 9,85 %. Конверсия в оставленные заявки на звонок и в переходы по QR-коду равна 0,51 %.

Рекламная кампания OMD OM Group и «Дикси», проводимая Digital Alliance, совместно с рекламным агентством «Медиа Движение-Пермь»
Цели:
Повысить пользовательский интерес к акции ретейлера и рассказать подробнее о коллекции «Дикси Дино».
Реализация:
Механика: С первой секунды ролика в креативе появлялась кликабельная кнопка «Собрать коллекцию».Пользователь мог активировать ее до 10-й секунды самостоятельно с помощью пульта, после чего открывался слайдер из карточек с изображением и подробным описанием акционных «Дикси Дино». Если зритель этого не сделал, на 11-й секунде креатива слайдер открывался автоматически, при этом ролик на фоне продолжался. Карточки сменялись автоматически каждые 1,25 секунды, либо ими мог управлять пользователь с помощью пульта.
Команда getads подготовила восемь карточек для демонстрации всей коллекции акционных игрушек. Кроме того, в хронометраж всего креатива интегрировали QR-код, который вел на сайт с подробными условиями акции.
Результат:
Благодаря интерактивному формату удалось погрузить пользователя в условия акции и познакомить с динозаврами: рассказать о каждой игрушке и поделиться подробностями акции. Динамичный ролик привлек аудиторию — прогнозируемый VTR (View Through Rate — процент досматриваемости) 60% выполнили в 1,5-кратном размере.